# S.O.S. (Anything But Love)
S.O.S. (Anything But Love) – singel fińskiej grupy muzycznej Apocalyptica promujący jej szósty album studyjny zatytułowany Worlds Collide. Gościnnie w utworze zaśpiewała Cristina Scabbia znana z występów we włoskim zespole Lacuna Coil. 
Piosenkę wyprodukowaną przez Jacoba Hellnera napisali Johnny Andrews i Eicca Toppinen. Wydawnictwo, w formie digital download ukazało się 17 października 2007 roku nakładem wytwórni muzycznej Sony Music Entertainment Germany GmbH. 
Do utworu powstał również teledysk który wyreżyserował Marko Mäkilaakso.

## Lista utworów
| Nr | Tytuł utworu                                          | Autorzy                        | Długość |
| -- | ----------------------------------------------------- | ------------------------------ | ------- |
| 1. | „S.O.S. [Anything But Love] (feat. Cristina Scabbia)” | Eicca Toppinen, Johnny Andrews | 4:19    |

## Twórcy
| Zespół Apocalytpica w składzie - Eicca Toppinen – wiolonczela - Paavo Lötjönen – wiolonczela - Perttu Kivilaakso – wiolonczela - Mikko Sirén – perkusja |  | Dodatkowi muzycy - Cristina Scabbia – gościnnie wokal prowadzący - Mats Levén – wokal wspierający Produkcja - Jacob Hellner – produkcja muzyczna - Stefan Glaumann – miksowanie - Svante Forsbäck – mastering |